# Koeklen
Koeklen (Bulgaars: Куклен) is een stad in Bulgarije in de oblast  Plovdiv. Het ligt 7 km ten zuiden van de dichtstbijzijnde grote stad, Plovdiv, en ongeveer 140 km ten zuidoosten van de Bulgaarse hoofdstad Sofia. Het Klooster van Koeklen ligt ongeveer 2 km ten zuidwesten van de stad Koeklen.

## Geografie
De gemeente Koeklen zit ingeklemd tussen de gemeenten Rodopi en Asenovgrad. Het grondgebied is 148 km², waarmee het de 13e van de 18 gemeenten van de oblast is (oftewel: 2,48% van het grondgebied).
Ongeveer 90% van het grondgebied van de gemeente wordt ingenomen door de westelijke Rodopen. Het hoogste punt op het grondgebied van de gemeente Koeklen is de Bjala Tsjerkva-piek op 1646,2 meter hoogte.

## Geschiedenis
Koeklen is een van de jongste steden van Bulgarije: het werd pas op 23 mei 2006 uitgeroepen tot stad, daarvoor was het officieel nog een stad.

## Bevolking
De stad Koeklen had op 31 december 2020 5.891 inwoners.

### Religie
Koeklen is opmerkelijk omdat het, ondanks een kleine inwonersaantal, een zeer gemengde bevolking heeft. Naast de Bulgaars-orthodoxe bevolkingsmeerderheid, leven er ook grote aantallen Bulgaarse Turken die islamitisch zijn,
evenals een Grieks-katholieke gemeenschap. In de volkstelling van 2011 waren 3.005 van de 5.021 ondervraagden lid van de Bulgaars-Orthodoxe Kerk, oftewel 59,8% van alle ondervraagden.
| Religieuze samenstelling in februari 2011 | Religieuze samenstelling in februari 2011 | Religieuze samenstelling in februari 2011 | Religieuze samenstelling in februari 2011 | Religieuze samenstelling in februari 2011 |
| ----------------------------------------- | ----------------------------------------- | ----------------------------------------- | ----------------------------------------- | ----------------------------------------- |
|                                           |                                           |                                           |                                           |                                           |
| Bulgaars-Orthodoxe Kerk                   | Bulgaars-Orthodoxe Kerk                   |                                           | 59,8%                                     | 59,8%                                     |
| Katholieke Kerk                           | Katholieke Kerk                           |                                           | 1,4%                                      | 1,4%                                      |
| Protestantisme                            | Protestantisme                            |                                           | 2,6%                                      | 2,6%                                      |
| Islam                                     | Islam                                     |                                           | 23,4%                                     | 23,4%                                     |
| Geen                                      | Geen                                      |                                           | 1,7%                                      | 1,7%                                      |
| Anders/ Onbekend                          | Anders/ Onbekend                          |                                           | 12,1%                                     | 12,1%                                     |

## Gemeentelijke kernen
| - Dobralak - Galabovo - Javrovo | - Koeklen (hoofdplaats) - Ruen - Tsar Kalojan |